# Zimna Wódka (gromada)
Zimna Wódka – dawna gromada, czyli najmniejsza jednostka podziału terytorialnego Polskiej Rzeczypospolitej Ludowej w latach 1954–1972.
Gromady, z gromadzkimi radami narodowymi (GRN) jako organami władzy najniższego stopnia na wsi, funkcjonowały od reformy reorganizującej administrację wiejską przeprowadzonej jesienią 1954 do momentu ich zniesienia z dniem 1 stycznia 1973, tym samym wypierając organizację gminną w latach 1954–1972.
Gromadę Zimna Wódka z siedzibą GRN w Zimnej Wódce utworzono – jako jedną z 8759 gromad na obszarze Polski – w powiecie strzeleckim w woj. opolskim, na mocy uchwały nr VII/30/54 WRN w Opolu z dnia 4 października 1954. W skład jednostki weszły obszary dotychczasowych gromad Zimna Wódka, Klucz, Olszowa i Jaryszów (bez miejscowości Dziedzinka, włączonej do Ujazdu) ze zniesionej gminy Zimna Wódka w tymże powiecie. Dla gromady ustalono 24 członków gromadzkiej rady narodowej.
31 grudnia 1959 do gromady Zimna Wódka włączono wieś Nogawczyce ze zniesionej gromady Sieroniowice w tymże powiecie.
1 stycznia 1969 do gromady Zimna Wódka włączono obszary dawnej wsi Stary Ujazd i Państwowe Gospodarstwo Rolne Ferdynand o powierzchni 853,7385 ha z miasta Ujazd w tymże powiecie.
Gromada przetrwała do końca 1972 roku, czyli do kolejnej reformy gminnej.